# Marianela Alfaro
Marianela Alfaro (ur. 28 marca 1985 w Kostaryce) – kostarykańska siatkarka, grająca jako libero. Obecnie występuje w drużynie Santa Barbara.